# Eimsbüttel (districte)
|  | Per a altres significats, vegeu «Eimsbüttel (desambiguació)». |

El Districte d'Eimsbüttel és un bezirk, una divisió administrativa típica de l'estat federal alemany d'Hamburg, subdividit en 9 barris. Al 31 de desembre de 2010 tenia 245979 habitants a una superfície de 49,6 km². Conté els dos barris més petits de superfície d'Hamburg: Hoheluft-Ost i Hoheluft-West. El tercer més petit és Langenbek.

## Barris
| **** km²      | Habitants (2010) | Mapa   |               |
| ------------- | ---------------- | ------ | ------------- |
| Eimsbüttel    | 3,2 km²          | 54.823 | Eimsbüttel    |
| Rotherbaum    | 2,7 km²          | 15.782 | Rotherbaum    |
| Harvestehude  | 2,0 km²          | 16.538 | Harvestehude  |
| Hoheluft-West | 0,7 km²          | 12.660 | Hoheluft-West |
| Lokstedt      | 4,9 km²          | 25.110 | Lokstedt      |
| Niendorf      | 12,7 km²         | 39.760 | Niendorf      |
| Schnelsen     | 9,0 km²          | 27.569 | Schnelsen     |
| Eidelstedt    | 8,7 km²          | 30.700 | Eidelstedt    |
| Stellingen    | 5.8 km²          | 23.037 | Stellingen    |

## Geografia
El districte es troba al marge dret de l'Elba

## Hidrografia
- Isebek
- Schillingsbek
- Lohbek
- Kollau
- Geelebek
- Mühlenau
- Düngelau
- Hainholzgraben
- Tarpenbek